# Baforkum
Baforkum est un village du Cameroun situé dans l’arrondissement (commune) de Tubah, le département du Mézam et la Région du Nord-Ouest.

## Population
Lors du recensement de 2005, on y a dénombré 709 habitants.